# Rioveggio
Rioveggio (Arvàżż in dialetto bolognese) è una frazione del comune di Monzuno nell'Emilia-Romagna.

## Geografia fisica

### Territorio
Il Paese è sviluppato lungo le  rive del Fiume Setta e a ridosso del Torrente Sambro.

### Clima
- Classificazione climatica: zona E, 2339 GR/G

## Storia
Le prime tracce di popolamento di questa zona risalgono al neolitico. Successivi ritrovamenti sono dell'epoca imperiale romana. Nel Medioevo vi sorgono castelli importanti, come quello di Monzuno. Durante la Seconda guerra mondiale nella zona Vado-Rioveggio vi nasce la Brigata Partigiana Stella Rossa, comandata da Mario Musolesi. L'eccidio di Monte Sole accaduto nel 1944 colpì anche la popolazione di Rioveggio e dei suoi dintorni.

## Monumenti e luoghi d'interesse

### Architetture Religiose
- Parrocchia del Cuore Immacolato di Maria di Rioveggio

### Percorsi storici
- Linea Gotica, che percorreva il territorio del comune e che ha lasciato testimonianze sul territorio, oggi visitabili lungo percorsi escursionistici
- Torre di Montorio
- Casa di Ca' Marsili

## Infrastrutture e trasporti
Il servizio di trasporto pubblico è assicurato dalle autocorse interurbane svolte dalla società TPER.
Rioveggio usufruisce di uno svincolo autostradale in A1, indicato nella segnaletica come “Rioveggio”.
Rioveggio Possiede anche una pista per il karting.